# Kimbell Ward
Kimbell Ward (* 8. Juni 1983) ist ein ehemaliger Fußballschiedsrichter von St. Kitts und Nevis.

## Karriere
Über Einsätze in seiner heimischen Liga ist nichts bekannt. Den Status als FIFA-Schiedsrichter hatte er seit 2013 inne. Er leitete erstmals ein internationales Spiel während der CFU Club Championship 2013 bei der Partie vom 28. April 2013 zwischen Caledonia AIA und Antigua Barracuda. Danach war er sowohl bei vielen U-Turnieren der CONCACAF aktiv, als auch beim Gold Cup 2017. Auch auf Klub-Ebene hatte er in der CONCACAF Champions League und in der CONCACAF League mehrere Einsätze. Seine letzten Einsätze hatte er dann innerhalb der CONCACAF Nations League im Oktober und November 2019.